# Klarvingad vedstilettfluga
Klarvingad vedstilettfluga (Psilocephala imberbis) är en tvåvingeart som först beskrevs av Fallen 1814.  Klarvingad vedstilettfluga ingår i släktet Psilocephala och familjen stilettflugor. Enligt den finländska rödlistan är arten nära hotad i Finland. Enligt den svenska rödlistan är arten nära hotad i Sverige. Arten förekommer i Götaland, Svealand, Nedre Norrland och Övre Norrland. Artens livsmiljö är torra och karga åsmoar. Inga underarter finns listade i Catalogue of Life.